# Îlet Mathieu
Îlet Mathieu är en ö i Franska Guyana (Frankrike). Den ligger i den östra delen av landet, 120 km sydost om huvudstaden Cayenne.